# Станислава Валашевич
Станислава Валашевич (на полски: Stanisława Walasiewicz), родена На 3 април 1911 г. във Вежховни (Wierzchowni), починала на 4 декември 1980 г. в Кливланд – полска интерсексуална лекоатлетка в спринта и скока на дължина, олимпийска шампионка, многократна световна рекордьорка.

## Биография
Валашевич е родена във Вежховни, близо до Гужно, и е дъщеря на Юлиан и Вероника Валашевич. Кръстена е в енорийската църква като Стефания Валашевич.Семейството ѝ емигрира в Съединените щати, когато тя е на 17 месеца[3]. Семейство Валашевич се установява в Кливланд. В Щатите тя обикновено използва името и фамилията Стела Уолш.
Още като тийнейджърка проявява умения в бягането и се състезава в младежки атлетически състезания. Прави опит да вземе участие в Олимпийските игри през 1928 г., но не може да се състезава, защото няма американско гражданство. Успехът на Халина Конопацка я насърчава да продължи усилията си. Започва да тренира в полската гимнастическа асоциация „Сокол“. Пристига в Полша и тренира във Варшава. Представител е на варшавските клубове: Сокол-Гражина (1929 – 1934) и Варшавянка (1935 – 1939).
Преди Олимпийските игри в Лос Анджелис през 1932 г. Американската федерация по лека атлетика, разчитайки на почти сигурния ѝ медал, ѝ предлага гражданство. В последния момент обаче тя отхвърля предложението и решава да представлява страната, от която произхожда. На Олимпийските игри тя се оказва най-бързата бегачка на 100 метра, като изравнява световния рекорд от 11,9 секунди и печели златния олимпийски медал. В същия ден тя се класира шеста в хвърлянето на диск. На Олимпийските игри в Берлин през 1936 г. при най-силната ѝ дистанция се налага да трябва да признае превъзходството на Хелън Стивънс. Остава недоволна от сребърния си медал.
Валашевич постига голям успех на Европейското първенство през 1938 г., когато за първи път в състезанията участват жени. Тя печели два златни (на 100 и 200 метра) и два сребърни медала (скок на дължина и щафета 4 × 100 метра). Печели и седем медала на Световните игри за жени (1930, 1934 г.), като четири от тях са златни – в спринтовото бягане.
По време на кариерата си 14 пъти подобрява световни рекорди, като постига следните резултати: 6,4 на 50 метра (1933 г.); 7,3 секунди на 60 метра (1933 г., изравнен през 1936 г.); 9,8 на 80 м (1933 г.); 11,6 секунди на 100 метра (1937 г.); 23,6 секунди за 200 метра (1935); 24,3 на 220 ярда и 3: 02,5 на 1000 метра (1933). Постига по-добри резултати и от официалния световен рекорд в скока на дължина.
През годините 1933 – 1946 тя е 24-кратна шампионка на Полша на 60 м, 100 м, 200 м, 80 м с препятствия, дълъг скок, дълъг скок от място, хвърляне на копие, трибой, петобой и 54-пъти е рекордьор на Полша. Играе за Полша по време на Европейското първенство в Осло (1946), но без успех.
В началото на септември 1936 г. залавя Хаим Мьодовник, крадец, който се опитва да я ограби на площад Уния Любелска във Варшава.
В края на 30-те години на миналия век Валашевич се завръща в Щатите, където се състезава и печели многократно американски шампионати, въпреки че официално все още не е гражданка на тази страна. През 1947 г. се омъжва за боксьора Хари Нийл Олсън, благодарение на което получава американско гражданство като Стела Уолш Олсън. След завършване на спортната си кариера тя е треньор в САЩ, активист на полската диаспора и сътрудник на Полския олимпийски комитет. Умира на 4 декември 1980 г. по време на обир на магазин (простреляна е смъртоносно от нападателя). Погребана е в Кливланд. В този град днес има спортен център, кръстен на нейното име.
Тя е един от най-популярните полски спортисти от междувоенния период. Четири пъти печели класацията на Пшегльонд спортов (Przegląd Sportowy): през 1930, 1932, 1933 и 1934 г. В челната десетка на същата класация е и през 1929, 1935, 1936, 1937 и 1938 г. Лауреат е и на Голямата почетна награда за спорт (1932 и 1933 г.). През 1937 г. получава годишната награда на Полската атлетическа асоциация за най-добри резултати.

## Ордени и отличия
- Златен кръст за заслуги (двукратно: 8 септември 1932), 31 октомври1946[4]
- Сребърен кръст за заслуги (19 март 1931)[5]

## Най-важни постижения

### Олимпийски игри
- 1932: златен медал 1. място – 100 м, 11,9
- 1932: 6. място – хвърляне на диск, 33,60
- 1936: Сребърен медал 2. място – 100 м, 11,7

### Световни игри за жени
- 1930: Златен медал 1. място – 60 м, 7,7
- 1930: Златен медал 1. място – 100 м, 12,5
- 1930: Златен медал1. място – 200 м, 25,7
- 1930: Бронзов медал 3. място – 4 × 100 м, 50,8
- 1930: 8. място – хвърляне на копие, 30,24
- 1934: Златен медал 1. място – 60 м, 7,6
- 1934: Сребърен медал 2. място – 100 м, 11,9
- 1934: Сребърен медал 2. място – 200 м, 25,0

### Европейско първенство
- 1938: Златен медал 1. място – 100 м, 11,9
- 1938: Златен медал 1. място – 200 м, 23,8
- 1938: Сребърен медал 2. място – 4 × 100 м, 48,2
- 1938: Сребърен медал 2. място – дълъг скок, 5,81
- 1938: 6. място – хвърляне на копие, 36,33
- 1946: 6. място – 4 × 100 м, 50,6

## Академична световна купа
- 1935: Златен медал 1. място – 100 m, 12,0
- 1935: Златен медал 1. място – 400 м, 57,6
- 1935: Златен медал 1. място – дълъг скок, 5,73
- 1935: Бронзов медал 3. място – 4 × 100 m, 51,3
- 1935: Бронзов медал 3. място – хвърляне на диск, 34,81

### Рекорди
- 60 м – 7,3 (1933)
- 100 м – 11,6 (1936)
- 200 м – 23,6 (1935)
- 400 м – 57,6 (1935)
- 800 м – 2:18,3 (1931)
- 1000 м – 3:02,5 (1933)
- 80 м с препятствия – 12,9 (1938)
- дълъг скок – 6,125 m (1939)
- висок скок – 1,49 m (1938)
- тласкане на гюле – 11,32 (1936)
- хвърляне на диск – 38,99 (1930)
- хвърляне на копие – 38,94 (1938)